# Nadciśnienie tętnicze oporne
Nadciśnienie tętnicze oporne (NTO) – postać nadciśnienia tętniczego, w którym nie uzyskuje się docelowych wartości ciśnienia tętniczego krwi, pomimo jednoczesnego stosowania 3 leków hipotensyjnych z różnych grup, stosowanych w optymalnych dawkach, przy czym diuretyki powinny być jedną ze stosownych grup leków. Jako nadciśnienie tętnicze oporne klasyfikuje się też często trudności z obniżeniem ciśnienia skurczowego poniżej 160 mm Hg u pacjentów w podeszłym wieku. 
Nadciśnienie tętnicze oporne można więc rozpoznać u tych chorych, u których stosowanie 3 różnych leków nie prowadzi do otrzymania optymalnych wartości ciśnienia tętniczego, a także u chorych, u których do dobrej kontroli ciśnienia tętniczego konieczne jest stosowanie 4 leków z różnych grup terapeutycznych.
Z uwagi na starzenie się populacji, jak również epidemię otyłości, cukrzycy i związanych z nią przewlekłych chorób nerek, grupa chorych na nadciśnienie tętnicze oporne stale wzrasta. Wyniki ostatnio opublikowanych badań wskazują, że nadciśnienie tętnicze oporne występują u 12–13% chorych leczonych na nadciśnienie tętnicze. Cierpiący na nie pacjenci mają istotnie podwyższone ryzyko powikłań sercowo–naczyniowych, stąd też wyselekcjonowanie i optymalizacja leczenia jest tu szczególnie ważna.

## Rozpoznanie
Aby rozpoznanie nadciśnienia tętniczego opornego było prawidłowe, należy wykluczyć tak zwaną rzekomą oporność na leczenie, która może być spowodowana:
- nieprawidłową techniką pomiaru wartości ciśnienia tętniczego, będącą wynikiem
  - stosowania zbyt wąskiego w stosunku do obwodu ramienia mankietu ciśnieniomierza
  - dokonywania pomiaru u pacjenta nieznajdującego się w fazie odpoczynku
- nieprzestrzeganiem zaleceń lekarskich przez chorego
- błędami w dawkowaniu leków hipotensyjnych
- efektem białego fartucha, czyli reakcją emocjonalną związaną z wizytą lekarską
- mechanizmem tzw. pseudonadciśnienia tętniczego (stwardnienie ściany tętnicy łokciowej powoduje uzyskiwanie wyższych wyników niż rzeczywiste).

## Czynniki odpowiedzialne za oporność nadciśnienia tętniczego
Na występowanie nadciśnienia tętniczego opornego ma wpływ wiele czynników, spośród których  najistotniejszymi są:
- nieprzestrzeganie zaleceń terapeutycznych (przyjmowanie mniejszego odsetka dawek leków niż zalecane, niezrozumienie zaleceń lekarskich, brak świadomości zagrożeń związanych w nadciśnieniem, skłonność do samokontroli i samoleczenia, działania niepożądane leków, pogorszenie jakości życia podczas terapii hipotensyjnej i in.)
- błędy lekarskie (w zakresie wyboru leków hipotensyjnych, ich dawkowania i łączenia w ramach terapii skojarzonej)
- otyłość
- insulinooporność z zespołem metabolicznym
- nadmierne spożycie sodu
- obturacyjny bezdech podczas snu
- niewydolność nerek

Z innych czynników należy brać pod uwagę:
- nadmierne spożycie alkoholu
- palenie tytoniu
- stosowanie leków, z których największe znaczenie mają:
  - niesteroidowe leki przeciwzapalne
  - doustne leki antykoncepcyjne
  - leki psychotropowe
  - sterydy anaboliczne
  - leki sympatykomimetyczne (stosowane na przykład w celu zmniejszenia obrzęku błony śluzowej nosa, a także leki odchudzające i pulmonologiczne)
  - leki hamujące łaknienie
  - glikokortykosteroidy
  - erytropoetyna
  - cyklosporyna A
- używanie kokainy, amfetaminy i innych środków pobudzających

## Nadciśnienie tętnicze wtórne jako przyczyna nadciśnienia opornego
U osób, u których wykluczono powyższe możliwe czynniki rozwoju nadciśnienia tętniczego, zawsze należy przeprowadzić diagnostykę w kierunku nadciśnienia tętniczego wtórnego, gdyż w tych przypadkach eliminacja czynnika sprawczego może prowadzić do polepszenia wartości ciśnienia tętniczego. Przyczynami możliwego nadciśnienia tętniczego wtórnego są:
- zwężenie tętnicy nerkowej
- choroba Cushinga
- guz chromochłonny
- hiperaldosteronizm pierwotny
- nadczynność przytarczyc
- nadczynność tarczycy
- koarktacja aorty
- guz wewnątrzczaszkowy

## Leczenie
Leczenie opiera się na identyfikacji powyższych czynników ryzyka i ich modyfikacji, dopiero w drugim etapie modyfikuje się leczenie farmakologiczne. Jedynie w przypadku stwierdzenia nadciśnienia wtórnego leczenie rozpoczyna się od eliminacji jego przyczyny.
W innych wypadkach postępowanie z chorym na nadciśnienie tętnicze oporne rozpoczyna się od:
- maksymalizacji kontroli realizacji zaleceń lekarskich przez pacjenta
  - częstsze wizyty kontrolne
  - samodzielne pomiary ciśnienia przez chorego
- wdrożenia postępowania niefarmakologicznego
  - redukcji masy ciała
  - ograniczenia spożycia soli kuchennej
  - zaprzestania palenia tytoniu i nadmiernego picia alkoholu
  - zwiększenia aktywności fizycznej
  - zastosowania diety DASH

### Leczenie farmakologiczne
Zmiany w farmakoterapii oparte są na następujących przesłankach:
- optymalizacji leczenia moczopędnego
  - stosowanie optymalnych dawek diuretyku pętlowego, często w połączeniu diuretykiem o odrębnym mechanizmie działania (np. spironolakton)
  - dodanie diuretyku pętlowego (np. torasemid) u osób z niewydolnością nerek
- stosowaniu skutecznej kombinacji leków wykorzystującej ich działanie synergistyczne (najczęściej 4–5 leków z różnych grup, w pełnych dawkach, najlepiej preparatami o dużej rozpiętości dawek), w tym leków  α1-adrenergicznych (np. doksazosyna)
- modyfikacja terapii hipotensyjnej i wdrożenie leków nowej generacji, które powodują znacznie mniej działań niepożądanych niż inne leki i mogą być stosowane z innymi lekami (lerkanidypina). Lerkanidypina jest dobrze tolerowana przez organizm, przez co zmiana innego CCB na lerkanidypinę powoduje zmniejszenie obrzęków kostek, bólów głowy i uderzeń gorąca. Dzięki temu pacjenci stosujący lerkanidypinę są bardziej wytrwali w kontynuowaniu terapii niż pacjenci stosujący inne CCB[2].